# Cayetano Ortega
Cayetano Ortega Frías (Madrid, 1 de enero de 1900) fue un destacado jugador español de baloncesto. Falleció durante la guerra civil española.

## Biografía
Es uno de los pioneros del baloncesto español, al estar presente en el primer partido disputado por la selección el 15 de abril de 1935 contra Portugal, con resultado de 33-12 para los españoles y haber obtenido la primera medalla en una competición oficial para España, la plata del Europeo de Suiza 1935. Jugaba en la posición de alero y tenía una estatura de 190 cm. Fue el segundo máximo anotador durante el pre-europeo celebrado en Madrid Sus compañeros de torneo fueron los hermanos Emilio Alonso y Pedro Alonso (nacidos en Cuba, de origen vasco), Rafael Martín, Rafael Ruano, (de origen costarricenses), los catalanes Juan Carbonell y Armando Maunier, y el aragonés afincado en Cataluña, Fernando Muscat. El seleccionador fue Mariano Manent, nacido en Argentina de padres españoles, y afincado en Cataluña.
Ortega Frías jugó en el primer equipo de la historia del Real Madrid, entre los años 1931 y 1935, por entonces denominado Madrid Basket-Ball al coincidir con la Segunda República española.
Como combatiente republicano, completa su formación de piloto militar en marzo de 1937, para acceder al cargo en julio de ese año. Recibe posteriormente la promoción a teniente en marzo de 1938 y fallece poco después.